# Pero kayei
Pero kayei là một loài bướm đêm trong họ Geometridae.